# Rudolf Kolisch
Rudolf Kolisch (Klamm am Semmering, 20 luglio 1896 – Watertown, 1º agosto 1978) è stato un violinista austriaco naturalizzato statunitense.

## Biografia
Rudolf Kolisch, noto come leader del quartetto Kolisch e del quartetto Pro Arte, fu attivo nella cerchia dei compositori delle avanguardie musicali del Novecento. Il suo primo insegnante di violino fu Jules Egghard, ex membro dei quartetti Rosé e Hellmesberger.  A nove anni, a causa di una ferita al dito medio della mano sinistra, Kolisch dovette riapprendere lo strumento con le funzioni delle mani invertite. 
In seguito, diventò l'allievo di Otakar Ševčík all’Accademia di musica e l’Università di Vienna, dove ebbe Franz Schrecker come professore d'armonia.  Si diplomò nel 1913. Inoltre studiò composizione privatamente con Arnold Schönberg. Fu il leader del Neue Wiener Streichquartett  prima di rifondarlo  col nuovo nome di Kolisch-Quartett. A causa della seconda guerra mondiale, Kolisch si trasferì negli Stati Uniti. Dopo un tentativo di riorganizzare il Quartetto con nuovi componenti, nel 1944 il quartetto Kolisch si sciolse definitivamente e Kolisch assunse la guida del quartetto Pro Arte, continuando a dedicarsi alla musica del Novecento. 
Dopo la guerra, Kolisch divenne docente ai Corsi estivi di Darmstadt. L’attività di quartettista e insegnante non gli impedì di dedicarsi in parte alla carriera solistica. Si concentrò nel repertorio del Novecento storico per violino e pianoforte.  
Kolisch fu il dedicatario e primo interprete di Varianti, Musica per violino solo, archi e legni (1957) di Luigi Nono. Autore di diversi articoli musicologici dedicati a Beethoven, alla Seconda Scuola di Vienna e a Luigi Nono, Kolisch mancò a Watertown (Massachusetts) nel 1978.

## Scritti
- Tempo and Character in Beethoven's Music, in «Musical Quarterly», vol. 29 n.2 (aprile 1943), pp. 169–187
- Über die Krise der Streicher [Sulla crisi degli strumentisti a corda], in Darmstädter Beiträge zur neuen Musik, a cura di Wolfgang Steineck, Magonza, 1958, pp. 84–90
- Religion der Streicher [Religione degli strumentisti a corda], in  Violinspiel und Violinmusik in Geschichte und Gegenwart, a cura di V. Schwarz, Vienna, Universal Edition, 1975, pp. 175–180